# Frank Nicholas Meyer
Frank Nicholas Meyer (né à Amsterdam en 1875 et mort en Chine le 1er juin 1918) est un explorateur du département de l'Agriculture des États-Unis, qui voyagea en Asie pour collecter de nouvelles espèces de plantes. Il introduisit quelque 2 500 espèces aux États-Unis. Le citron de Meyer rappelle son nom.

## Éléments biographiques
Né Frans Nicholaas Meijer à Amsterdam en 1875, il émigre aux États-Unis en 1901. Il est embauché en 1905 par le département de l'Agriculture à l’Office of Foreign Seed and Plant Introduction pour récolter et ramener aux États-Unis de nouvelles espèces végétales d'intérêt économique.
À la suite d'un accord entre Charles Sprague Sargent, directeur de l’arboretum Arnold de l'université Harvard, et David Fairchild, le président de l’Office of Foreign Seeds and Plant Introduction, Meyer envoie aussi à l'Arnold Arboretum des arbres et arbustes d'intérêt ornemental, ainsi que les photos de ses voyages.
Il meurt noyé le 1er juin 1918 en tombant du bateau à vapeur à bord duquel il était monté pour aller à Shanghai. Son corps sera retrouvé dans le Yangtze à une cinquantaine de kilomètres de Wuhu.

## Héritage
En reconnaissance à son travail, la médaille Frank N. Meyer pour les ressources génétiques végétales a été créée par ses collègues du département de l'Agriculture, à l'aide des fonds qu'il avait légués à l'organisation.

## Sources
- (en) Cet article est partiellement ou en totalité issu de l’article de Wikipédia en anglais intitulé « Frank Nicholas Meyer » (voir la liste des auteurs).